# 甘達利
甘達利(梵文：Kantalipa)，印度大乘密宗人士，八十四成就者之一。

## 簡介
甘達利是瑪尼達拉城的貧窮裁縫師，僅靠縫補衣服和乞食維生。有一天他在縫衣服的時候不小心刺傷自己，疼痛難忍，只好回家休息。此時，空行母毘塔利化現妙齡女子問他情況，聽完陳述，空行母對他說因果業報之理，甘達利便向之求法以脫業報，空行母便授予喜金剛灌頂，並教授他四無量、咕嚕瑜珈與生起次第瑜珈。但他在禪修時不斷出現縫衣雜念，於是空行母再度示現，教導他以念為修的方便法門之後勘塔利證得無二大手印成就，廣行佛事業利益眾生。在對大眾講述一生經歷之後，即前往空行淨土。